# Transports urbains lavallois
Pour les articles homonymes, voir TUL.
Les Transports urbains lavallois ou TUL sont le réseau de transport en commun de l'agglomération de Laval en France. Créés en 1947 par le maire Albert Goupil, ils ont d'abord été limités à la seule commune de Laval, mais ils desservent aujourd'hui les 20 communes de Laval Agglomération. Les TUL employaient une centaine de personnes en 2005.

## Histoire
Les Transports Urbains Lavallois sont officiellement inaugurés par le maire de Laval de l'époque, Albert Goupil, le 26 décembre 1946 mais n'entreront en service que le 1er janvier 1947. Ils ne comportent alors que trois lignes assurés par trois véhicules Renault, dont la carrosserie est conçue et réalisée par Gruau. Les trois lignes sont numérotés A, B et C et fonctionnent du lundi au samedi, de 7 h 30 à 19 h 30.
Il ne s'agit pas alors d'un service municipal mais d'une entreprise privée qui ne reçoit aucune subvention municipale. Les TUL appartiennent alors à la Compagnie française de transports (CFT), société qui fusionnera en 1986 avec le groupe VIA-GTI pour devenir Keolis en 2001.
Dès 1948, le réseau est étendu à Saint-Berthevin puis il couvrira ensuite les communes de Changé en 1963 et Bonchamp en 1976.
D'abord exploité avec des bus de faible capacité, le réseau reçoit son premier bus de 100 places en 1977.
En 1981, le service de transport spécialisé destiné aux personnes à mobilité réduite voit le jour.
En 1987, le Syndicat intercommunal de transport de l'agglomération lavalloise (SITAL) voit le jour et devient l'autorité organisatrice du réseau.
En 1988, les bus adoptent la livrée à bandes rouge et jaune qui sera utilisée pendant près de 30 ans.
La nouvelle gare des TUL, nœud de jonction de toutes les lignes du réseau, est inaugurée en 1993 sur le Cours de la Résistance, près de la place du 11-Novembre.
Le réseau s'étend à L'Huisserie en 1996 et à Louverné en 1997.
En 2000, le réseau reçoit des bus fonctionnant au GPL. Le 1er janvier 2001, la communauté de communes du Pays de Laval devient la communauté d'agglomération de Laval constituée de 20 communes et qui se substitue au SITAL à cette date tandis que le réseau est étendu à l'ensemble du périmètre en 2003.
Le réseau est entièrement réaménagé en 2010 avec, entre autres, une renumérotation des lignes, un changement des couleurs et de l'identité visuelle des véhicules (livrée à dominante grise), la création d'une ligne circulaire et d'un service de nuit à la demande.
En octobre 2018, les TUL introduisent un nouveau système de billettique remplaçant les anciens titres papiers par des billets fonctionnant grâce à la technologie RFID. Les billets papiers sont totalement abandonnés au 31 décembre 2018.
Le 12 septembre 2022, Laval Agglomération a choisi le nouveau délégataire de son réseau : le groupe RATP Dev, à partir du 1er janvier 2023. Ce choix marque la fin d'une époque puisque Keolis, via les différentes sociétés rachetées ou fusionnées exploitait le réseau depuis 1947.
En septembre 2023, le réseau sera complètement réorganisé et étendu aux communes de l'ancienne communauté de communes du Pays de Loiron ayant fusionné avec Laval Agglomération le 1er janvier 2019.

## Présentation
Le réseau TUL est principalement organisé autour d'un plan en étoile avec pour centre la « gare des TUL », qui se trouve sur le Cours de la Résistance, juste à côté de la Place du 11-Novembre, dans le centre-ville de Laval. Le réseau se compose de :
- 15 lignes de bus classiques, dont 4 circulant le dimanche, desservant les différents quartiers de la ville de Laval et les communes limitrophes.
- Une ligne circulaire, la ligne LANO, permettant d'aller d'un quartier à un autre sans passer par le centre-ville.
- Une ligne Express, partant de la Gare TUL, jusqu'à Saint-Berthevin, dans le but de desservir rapidement la zone commerciale de cette même ville.
- 6 lignes de bus desservant les communes de la seconde couronne de l'agglomération lavalloise, numérotées de zone 1 à 6.
- Un service de soirée au trajet à la demande nommé FLEXO desservant les quartiers de Laval entre 21 h 30 et 22 h 30.
- Un service HANDITUL de transport des personnes handicapées.
- Un service scolaire desservant Laval et les communes limitrophes.

Afin d'inciter les personnes habitants en dehors de Laval à utiliser les transports en commun, plusieurs parkings relais ont été créés à proximité immédiate d'arrêts de bus.

## Fréquentation
Depuis la refonte du réseau en 2010, la fréquentation des TUL a augmenté malgré un prix du ticket à la hausse. Sur la seule année 2012, le nombre de voyages a augmenté de 5,1 %, atteignant 9,1 millions pour une agglomération d'environ 100 000 habitants, soit environ 25 000 voyageurs par jour.

## Réseau
| Ligne               | Caractéristiques                                                         | Caractéristiques                                                      | Caractéristiques                                                      | Caractéristiques                                                      | Caractéristiques                                                      | Caractéristiques                                                      | Caractéristiques                                                      | Caractéristiques                                                      | Caractéristiques                                                      |
| ------------------- | ------------------------------------------------------------------------ | --------------------------------------------------------------------- | --------------------------------------------------------------------- | --------------------------------------------------------------------- | --------------------------------------------------------------------- | --------------------------------------------------------------------- | --------------------------------------------------------------------- | --------------------------------------------------------------------- | --------------------------------------------------------------------- |
| A                   | Tassigny ↔ Gare TUL ↔ Les Bozées                                         | Tassigny ↔ Gare TUL ↔ Les Bozées                                      | Tassigny ↔ Gare TUL ↔ Les Bozées                                      | Tassigny ↔ Gare TUL ↔ Les Bozées                                      | Tassigny ↔ Gare TUL ↔ Les Bozées                                      | Tassigny ↔ Gare TUL ↔ Les Bozées                                      | Tassigny ↔ Gare TUL ↔ Les Bozées                                      | Tassigny ↔ Gare TUL ↔ Les Bozées                                      | Tassigny ↔ Gare TUL ↔ Les Bozées                                      |
|                     | Fréquence 12 à 20 min - 75 min le dimanche                               | Longueur 8 km                                                         | Durée 30/40 min                                                       | Nb. arrêts 33                                                         | Samedi ·                                                              | Dimanche ·                                                            | Horaires 6h-21h30 - 13h-20h45 le dimanche                             |                                                                       |                                                                       |
| Affectations : N.C. |                                                                          |                                                                       |                                                                       |                                                                       |                                                                       |                                                                       |                                                                       |                                                                       |                                                                       |
| B                   | Jaunaie ↔ Gare TUL ↔ Technopolis                                         | Jaunaie ↔ Gare TUL ↔ Technopolis                                      | Jaunaie ↔ Gare TUL ↔ Technopolis                                      | Jaunaie ↔ Gare TUL ↔ Technopolis                                      | Jaunaie ↔ Gare TUL ↔ Technopolis                                      | Jaunaie ↔ Gare TUL ↔ Technopolis                                      | Jaunaie ↔ Gare TUL ↔ Technopolis                                      | Jaunaie ↔ Gare TUL ↔ Technopolis                                      | Jaunaie ↔ Gare TUL ↔ Technopolis                                      |
|                     | Fréquence 15 à 35 min en semaine - 20 min le samedi - 80 min le dimanche | Longueur 6 km                                                         | Durée 20/25 min                                                       | Nb. arrêts 39                                                         | Samedi ·                                                              | Dimanche ·                                                            | Horaires 6h-21 h 30 en semaine et le samedi - 13h-21h le dimanche     |                                                                       |                                                                       |
| Affectations : N.C. |                                                                          |                                                                       |                                                                       |                                                                       |                                                                       |                                                                       |                                                                       |                                                                       |                                                                       |
| C                   | Jaunaie ↔ Gare TUL ↔ Pavement                                            | Jaunaie ↔ Gare TUL ↔ Pavement                                         | Jaunaie ↔ Gare TUL ↔ Pavement                                         | Jaunaie ↔ Gare TUL ↔ Pavement                                         | Jaunaie ↔ Gare TUL ↔ Pavement                                         | Jaunaie ↔ Gare TUL ↔ Pavement                                         | Jaunaie ↔ Gare TUL ↔ Pavement                                         | Jaunaie ↔ Gare TUL ↔ Pavement                                         | Jaunaie ↔ Gare TUL ↔ Pavement                                         |
|                     | Fréquence 20 à 30 min en semaine - 30 min le samedi - 95 min le dimanche | Longueur 7.5 km                                                       | Durée 30/35 min                                                       | Nb. arrêts 20                                                         | Samedi ·                                                              | Dimanche ·                                                            | Horaires 6h10-20h20 - 13h-19h40 le dimanche                           |                                                                       |                                                                       |
| Affectations : N.C. |                                                                          |                                                                       |                                                                       |                                                                       |                                                                       |                                                                       |                                                                       |                                                                       |                                                                       |
| D                   | Les Bozées ↔ Gare TUL ↔ Ribaudières                                      | Les Bozées ↔ Gare TUL ↔ Ribaudières                                   | Les Bozées ↔ Gare TUL ↔ Ribaudières                                   | Les Bozées ↔ Gare TUL ↔ Ribaudières                                   | Les Bozées ↔ Gare TUL ↔ Ribaudières                                   | Les Bozées ↔ Gare TUL ↔ Ribaudières                                   | Les Bozées ↔ Gare TUL ↔ Ribaudières                                   | Les Bozées ↔ Gare TUL ↔ Ribaudières                                   | Les Bozées ↔ Gare TUL ↔ Ribaudières                                   |
|                     | Fréquence 20 à 40 min en semaine - 40 min le samedi - 95 min le dimanche | Longueur 7.5 km                                                       | Durée 20 min                                                          | Nb. arrêts 29                                                         | Samedi ·                                                              | Dimanche ·                                                            | Horaires 6h30-20h30 en semaine - 13h50-19h20 le dimanche              |                                                                       |                                                                       |
| Affectations : N.C. |                                                                          |                                                                       |                                                                       |                                                                       |                                                                       |                                                                       |                                                                       |                                                                       |                                                                       |
| E                   | Jaunaie ↔ Gare TUL ↔ Halage                                              | Jaunaie ↔ Gare TUL ↔ Halage                                           | Jaunaie ↔ Gare TUL ↔ Halage                                           | Jaunaie ↔ Gare TUL ↔ Halage                                           | Jaunaie ↔ Gare TUL ↔ Halage                                           | Jaunaie ↔ Gare TUL ↔ Halage                                           | Jaunaie ↔ Gare TUL ↔ Halage                                           | Jaunaie ↔ Gare TUL ↔ Halage                                           | Jaunaie ↔ Gare TUL ↔ Halage                                           |
|                     | Fréquence 30 min en semaine - 1h le samedi                               | Longueur 7 km                                                         | Durée 23 min                                                          | Nb. arrêts 26                                                         | Samedi ·                                                              | Dimanche ·                                                            | Horaires 6h30-20h en semaine - 7h-20h le samedi                       |                                                                       |                                                                       |
| Affectations : N.C. |                                                                          |                                                                       |                                                                       |                                                                       |                                                                       |                                                                       |                                                                       |                                                                       |                                                                       |
| F                   | Ferrié ↔ Gare TUL ↔ Ribaudières                                          | Ferrié ↔ Gare TUL ↔ Ribaudières                                       | Ferrié ↔ Gare TUL ↔ Ribaudières                                       | Ferrié ↔ Gare TUL ↔ Ribaudières                                       | Ferrié ↔ Gare TUL ↔ Ribaudières                                       | Ferrié ↔ Gare TUL ↔ Ribaudières                                       | Ferrié ↔ Gare TUL ↔ Ribaudières                                       | Ferrié ↔ Gare TUL ↔ Ribaudières                                       | Ferrié ↔ Gare TUL ↔ Ribaudières                                       |
|                     | Fréquence 45 min                                                         | Longueur 4 km                                                         | Durée 18 min                                                          | Nb. arrêts 22                                                         | Samedi ·                                                              | Dimanche ·                                                            | Horaires 7h-19h                                                       |                                                                       |                                                                       |
| Affectations : N.C. |                                                                          |                                                                       |                                                                       |                                                                       |                                                                       |                                                                       |                                                                       |                                                                       |                                                                       |
| G                   | (Méline) ↔ Volney ↔ Gare TUL ↔ Épine                                     | (Méline) ↔ Volney ↔ Gare TUL ↔ Épine                                  | (Méline) ↔ Volney ↔ Gare TUL ↔ Épine                                  | (Méline) ↔ Volney ↔ Gare TUL ↔ Épine                                  | (Méline) ↔ Volney ↔ Gare TUL ↔ Épine                                  | (Méline) ↔ Volney ↔ Gare TUL ↔ Épine                                  | (Méline) ↔ Volney ↔ Gare TUL ↔ Épine                                  | (Méline) ↔ Volney ↔ Gare TUL ↔ Épine                                  | (Méline) ↔ Volney ↔ Gare TUL ↔ Épine                                  |
|                     | Fréquence 36 à 40 min                                                    | Longueur 8 km                                                         | Durée 28 min                                                          | Nb. arrêts30                                                          | Samedi ·                                                              | Dimanche ·                                                            | Horaires 6h45-19h30 en semaine - 90 min le samedi                     |                                                                       |                                                                       |
| Affectations : N.C. |                                                                          |                                                                       |                                                                       |                                                                       |                                                                       |                                                                       |                                                                       |                                                                       |                                                                       |
| H                   | Cambrai (Gare TUL) ↔ Parc Cérès                                          | Cambrai (Gare TUL) ↔ Parc Cérès                                       | Cambrai (Gare TUL) ↔ Parc Cérès                                       | Cambrai (Gare TUL) ↔ Parc Cérès                                       | Cambrai (Gare TUL) ↔ Parc Cérès                                       | Cambrai (Gare TUL) ↔ Parc Cérès                                       | Cambrai (Gare TUL) ↔ Parc Cérès                                       | Cambrai (Gare TUL) ↔ Parc Cérès                                       | Cambrai (Gare TUL) ↔ Parc Cérès                                       |
|                     | Fréquence50 à 55 min                                                     | Longueur?                                                             | Durée 18 min                                                          | Nb. arrêts 19                                                         | Samedi ·                                                              | Dimanche ·                                                            | Horaires 7h15-18h25 en semaine                                        |                                                                       |                                                                       |
| Affectations : N.C. |                                                                          |                                                                       |                                                                       |                                                                       |                                                                       |                                                                       |                                                                       |                                                                       |                                                                       |
| LANO                | Gare Nord ↔ Victoria                                                     | Gare Nord ↔ Victoria                                                  | Gare Nord ↔ Victoria                                                  | Gare Nord ↔ Victoria                                                  | Gare Nord ↔ Victoria                                                  | Gare Nord ↔ Victoria                                                  | Gare Nord ↔ Victoria                                                  | Gare Nord ↔ Victoria                                                  | Gare Nord ↔ Victoria                                                  |
|                     | Fréquence 30 à 40 min en semaine                                         | Longueur 11.5 km                                                      | Durée 23 à 34 min                                                     | Nb. arrêts 30                                                         | Samedi ·                                                              | Dimanche ·                                                            | Horaires 7h-19h30                                                     |                                                                       |                                                                       |
| Affectations : N.C. |                                                                          |                                                                       |                                                                       |                                                                       |                                                                       |                                                                       |                                                                       |                                                                       |                                                                       |
| I                   | Gare TUL ↔ Libération (Saint-Berthevin)                                  | Gare TUL ↔ Libération (Saint-Berthevin)                               | Gare TUL ↔ Libération (Saint-Berthevin)                               | Gare TUL ↔ Libération (Saint-Berthevin)                               | Gare TUL ↔ Libération (Saint-Berthevin)                               | Gare TUL ↔ Libération (Saint-Berthevin)                               | Gare TUL ↔ Libération (Saint-Berthevin)                               | Gare TUL ↔ Libération (Saint-Berthevin)                               | Gare TUL ↔ Libération (Saint-Berthevin)                               |
|                     | Fréquence 30 min                                                         | Longueur 8 km                                                         | Durée 25 min                                                          | Nb. arrêts 30                                                         | Samedi ·                                                              | Dimanche ·                                                            | Horaires 6h30-20h                                                     |                                                                       |                                                                       |
| Affectations : N.C. |                                                                          |                                                                       |                                                                       |                                                                       |                                                                       |                                                                       |                                                                       |                                                                       |                                                                       |
| J                   | Carteries (Saint-Berthevin) ↔ Gare TUL ↔ Sources (L'Huisserie)           | Carteries (Saint-Berthevin) ↔ Gare TUL ↔ Sources (L'Huisserie)        | Carteries (Saint-Berthevin) ↔ Gare TUL ↔ Sources (L'Huisserie)        | Carteries (Saint-Berthevin) ↔ Gare TUL ↔ Sources (L'Huisserie)        | Carteries (Saint-Berthevin) ↔ Gare TUL ↔ Sources (L'Huisserie)        | Carteries (Saint-Berthevin) ↔ Gare TUL ↔ Sources (L'Huisserie)        | Carteries (Saint-Berthevin) ↔ Gare TUL ↔ Sources (L'Huisserie)        | Carteries (Saint-Berthevin) ↔ Gare TUL ↔ Sources (L'Huisserie)        | Carteries (Saint-Berthevin) ↔ Gare TUL ↔ Sources (L'Huisserie)        |
|                     | Fréquence 35 min                                                         | Longueur 15 km                                                        | Durée 40 min                                                          | Nb. arrêts 38                                                         | Samedi ·                                                              | Dimanche ·                                                            | Horaires 6h40-20h                                                     |                                                                       |                                                                       |
| Affectations : N.C. |                                                                          |                                                                       |                                                                       |                                                                       |                                                                       |                                                                       |                                                                       |                                                                       |                                                                       |
| K                   | Châtelier (Saint-Berthevin) ↔ Gare TUL ↔ Plessis (Bonchamp-lès-Laval)    | Châtelier (Saint-Berthevin) ↔ Gare TUL ↔ Plessis (Bonchamp-lès-Laval) | Châtelier (Saint-Berthevin) ↔ Gare TUL ↔ Plessis (Bonchamp-lès-Laval) | Châtelier (Saint-Berthevin) ↔ Gare TUL ↔ Plessis (Bonchamp-lès-Laval) | Châtelier (Saint-Berthevin) ↔ Gare TUL ↔ Plessis (Bonchamp-lès-Laval) | Châtelier (Saint-Berthevin) ↔ Gare TUL ↔ Plessis (Bonchamp-lès-Laval) | Châtelier (Saint-Berthevin) ↔ Gare TUL ↔ Plessis (Bonchamp-lès-Laval) | Châtelier (Saint-Berthevin) ↔ Gare TUL ↔ Plessis (Bonchamp-lès-Laval) | Châtelier (Saint-Berthevin) ↔ Gare TUL ↔ Plessis (Bonchamp-lès-Laval) |
|                     | Fréquence 7.5 aller-retour quotidien                                     | Longueur 13 km                                                        | Durée 35/40 min                                                       | Nb. arrêts 31                                                         | Samedi ·                                                              | Dimanche ·                                                            | Horaires 7h10-19h45                                                   |                                                                       |                                                                       |
| Affectations : N.C. |                                                                          |                                                                       |                                                                       |                                                                       |                                                                       |                                                                       |                                                                       |                                                                       |                                                                       |
| L                   | Golf (Changé) / Rochefort (Changé) ↔ Gare TUL                            | Golf (Changé) / Rochefort (Changé) ↔ Gare TUL                         | Golf (Changé) / Rochefort (Changé) ↔ Gare TUL                         | Golf (Changé) / Rochefort (Changé) ↔ Gare TUL                         | Golf (Changé) / Rochefort (Changé) ↔ Gare TUL                         | Golf (Changé) / Rochefort (Changé) ↔ Gare TUL                         | Golf (Changé) / Rochefort (Changé) ↔ Gare TUL                         | Golf (Changé) / Rochefort (Changé) ↔ Gare TUL                         | Golf (Changé) / Rochefort (Changé) ↔ Gare TUL                         |
|                     | Fréquence 30 à 45 min                                                    | Longueur?                                                             | Durée 20 min                                                          | Nb. arrêts 16                                                         | Samedi ·                                                              | Dimanche ·                                                            | Horaires 7h10-19h30                                                   |                                                                       |                                                                       |
| Affectations : N.C. |                                                                          |                                                                       |                                                                       |                                                                       |                                                                       |                                                                       |                                                                       |                                                                       |                                                                       |
| M                   | Saint-Roch (Changé) ↔ Gare TUL ↔ Plessis (Bonchamp)                      | Saint-Roch (Changé) ↔ Gare TUL ↔ Plessis (Bonchamp)                   | Saint-Roch (Changé) ↔ Gare TUL ↔ Plessis (Bonchamp)                   | Saint-Roch (Changé) ↔ Gare TUL ↔ Plessis (Bonchamp)                   | Saint-Roch (Changé) ↔ Gare TUL ↔ Plessis (Bonchamp)                   | Saint-Roch (Changé) ↔ Gare TUL ↔ Plessis (Bonchamp)                   | Saint-Roch (Changé) ↔ Gare TUL ↔ Plessis (Bonchamp)                   | Saint-Roch (Changé) ↔ Gare TUL ↔ Plessis (Bonchamp)                   | Saint-Roch (Changé) ↔ Gare TUL ↔ Plessis (Bonchamp)                   |
|                     | Fréquence 25 à 30 min en semaine - 1h le samedi                          | Longueur ?                                                            | Durée 50 min                                                          | Nb. arrêts 41                                                         | Samedi ·                                                              | Dimanche ·                                                            | Horaires 6h35-20h10 en semaine - 7h à 19h45 le samedi                 |                                                                       |                                                                       |
| Affectations : N.C. |                                                                          |                                                                       |                                                                       |                                                                       |                                                                       |                                                                       |                                                                       |                                                                       |                                                                       |
| N                   | Gare TUL ↔ Marais (Louverné)                                             | Gare TUL ↔ Marais (Louverné)                                          | Gare TUL ↔ Marais (Louverné)                                          | Gare TUL ↔ Marais (Louverné)                                          | Gare TUL ↔ Marais (Louverné)                                          | Gare TUL ↔ Marais (Louverné)                                          | Gare TUL ↔ Marais (Louverné)                                          | Gare TUL ↔ Marais (Louverné)                                          | Gare TUL ↔ Marais (Louverné)                                          |
|                     | Fréquence 40 min en semaine - 35 à 70 min le samedi                      | Longueur ?                                                            | Durée 25 min                                                          | Nb. arrêts 26                                                         | Samedi ·                                                              | Dimanche ·                                                            | Horaires 6h30-20h en semaine - 7h à 19h45 le samedi                   |                                                                       |                                                                       |
| Affectations : N.C. |                                                                          |                                                                       |                                                                       |                                                                       |                                                                       |                                                                       |                                                                       |                                                                       |                                                                       |
| O                   | Gambetta ↔ Rocher (Argentré)                                             | Gambetta ↔ Rocher (Argentré)                                          | Gambetta ↔ Rocher (Argentré)                                          | Gambetta ↔ Rocher (Argentré)                                          | Gambetta ↔ Rocher (Argentré)                                          | Gambetta ↔ Rocher (Argentré)                                          | Gambetta ↔ Rocher (Argentré)                                          | Gambetta ↔ Rocher (Argentré)                                          | Gambetta ↔ Rocher (Argentré)                                          |
|                     | Fréquence 4.5 à 5 aller-retour quotidien                                 | Longueur ?                                                            | Durée 25 min                                                          | Nb. arrêts 15                                                         | Samedi ·                                                              | Dimanche ·                                                            | Horaires 7h-18h                                                       |                                                                       |                                                                       |
| Affectations : N.C. |                                                                          |                                                                       |                                                                       |                                                                       |                                                                       |                                                                       |                                                                       |                                                                       |                                                                       |
| Express             | Gare TUL ↔ Concorde (Saint-Berthevin)                                    | Gare TUL ↔ Concorde (Saint-Berthevin)                                 | Gare TUL ↔ Concorde (Saint-Berthevin)                                 | Gare TUL ↔ Concorde (Saint-Berthevin)                                 | Gare TUL ↔ Concorde (Saint-Berthevin)                                 | Gare TUL ↔ Concorde (Saint-Berthevin)                                 | Gare TUL ↔ Concorde (Saint-Berthevin)                                 | Gare TUL ↔ Concorde (Saint-Berthevin)                                 | Gare TUL ↔ Concorde (Saint-Berthevin)                                 |
|                     | Fréquence 35 minutes                                                     | Longueur 5 km                                                         | Durée 14 min                                                          | Nb. arrêts 8                                                          | Samedi ·                                                              | Dimanche ·                                                            | Horaires 7h15-9h45 puis 16h-19h en semaine - 8h50-19h30 le samedi     |                                                                       |                                                                       |

A ces lignes s'ajoutent le service de soirée Flexo, les lignes de transport scolaire et certains arrêts desservis sur demande (service TULIB).

## Projet
Un projet de BHNS a été proposé dans le cadre des projets qui devaient être financés par l'écotaxe. Depuis l'abandon de cette taxe, ce projet semble avoir été abandonné.
Plusieurs annonces  concernant le réseau :
```
 - L'actuelle DSP entame sa dernière année d'exploitation, la nouvelle sera applicable en septembre 2022. L'appel d'offres sera lancé en juillet, les négociations débuteront en octobre et enfin la prise d'effet en septembre 2022 selon le courrier de la Mayenne. Toujours selon le journal la future DSP passera à une durée de 8 ans (actuellement 6 ans), en cause d'investissements lourds ......  
```

- Effectivement, Isabelle Fougeray, vice-présidente de Laval agglo annonce la fin du Diesel d'ici 2034, les 70 bus seront progressivements remplacés soit par des bus électriques soit par des bus GNV.
```
- En vue de la future DSP, une refonte du réseau est à envisager pour améliorer les fréquences et les amplitudes, toujours selon la vice-présidente " Les arrêts seront peut-être moins proches du domicile, mais les passages seront plus fréquents. ", ainsi qu'un renforcement des dessertes sur la première couronne. Le réseau sera également étendu sur les 34 communes de la nouvelle agglomération (ex pays de Loiron).
```

- À partir de la mi-juillet une expérimentation sera mise en place pour créer deux voies dédiées au bus et aux vélos, la première sur la RD57 de l'avenue de Chanzy jusqu'au lycée Réaumur. La deuxième du château d'eau rue de Bretagne jusqu'au rond-point de Gruau à Saint-Berthevin. (Source Ouest France)
- La gratuité les week-ends et jours fériés sera prolongée jusqu'en août 2022.

## Matériel roulant
Les Transports urbains lavallois exploitent 98 véhicules dont une soixantaine de bus.
Le parc est constitué majoritairement de véhicules diesel et de quelques hybrides bien que l'exploitant se soit engagé à prendre la voie progressive de l'électrification et vers le GNV. Le GPL est désormais totalement abandonné, seule la pompe à la station-service du dépôt subsistait en 2021. Les bus utilisant ce carburant ou été réformés ou revendus. Le réseau les a remplacés par des bus standards d'occasion de la série 300. Les articulés, au nombre de 8, sont affectés aux lignes à forte fréquentation. Le parc est constitué, en grande majorité, de bus standards.
En fin d'année 2023, le réseau lavallois a mis en circulation ses 6 premiers bus électriques gabarit standard ; des Heuliez GX 337 Elec. 12 autres seront livrés en 2024 et 2025.
La logique de numérotation est la suivante :
- 100-199 : autobus standards à 3 portes ; 118 à 140
- 200-299 : minibus ;
- 300-399 : autobus standards à 2 portes achetés d'occasion lors du retrait des bus au GPL ;
- 400-499 : ancienne série des bus au GPL, réutilisés entre autres pour les bus hybrides qui ne peuvent rouler sur la ligne J en raison de leur hauteur ; 425 à 426
- 500-599 : autobus articulés ; 501à 503, 505à 508
- 600-699 : autobus standards électriques ; 600 à 611
- 800-899 : autocars du sous-traitant Transdev ;
- 800-899 : autobus du sous-traitant Transdev.

Véhicules en service :
- [[Heuliez GX 337 Electrique 600 à 611
- Heuliez GX 337 131 à 140
- MAN Lion's City Diesel 118 à 140
- MAN Lion's City Hybrid 425 à 426
- MAN Lion's City G
- Gruau Microbus
- Mercedes-Benz Citaro 507 à 508
- Irisbus Citelis 12
- Irisbus Citelis 18 505 à 506
- Iveco Bus Crossway LE
- Setra S 415 NF

Matériel réformé :
- Gruau R2065 ;
- Renault R4231 ;
- Renault SC10 R ;
- Heuliez GX 107
- Heuliez GX 187 (réformés en février 2013 et détruit sauf le N°87 conservé par Ancien Bus Lorientais)
- Heuliez GX 317 GPL (réformés en 2020 à la suite de l'abandon du GPL, remplacés par des Mercedes Citaro d'occasion en 2020) et diesel réformés en 2023 pour les derniers
- MAN NL 243 GPL (remplacés à la suite de l'abandon du GPL)
- MAN Lion's City GPL  (remplacés à la suite de l'abandon du GPL)
- Renault PR 100.2 (réformés fin 2012 l'un d'eux est conservé par Bus Parisiens)
- Renault SC10 R
- Van Hool A300 GPL (réformé en 2014)
- Heuliez GX 107 (réformés en 2013, puis en 2014)
- Gépébus Oréos 55
- Renault Agora S
- Renault PR 112
- Setra S 315 NF

## Vélos en libre-service
Vélitul est un service de location de vélos en libre-service comprenant 9 stations mettant à disposition une centaine de vélos. Les stations sont situées :
- Place du 11-Novembre
- Place d'Avesnières
- Place Jean-Moulin (proche de la préfecture)
- Place de Hercé (proche de la bibliothèque municipale)
- Rue d'Hilard (au carrefour de la rue Léo Lagrange)
- Place de la Gare
- Place George Macé (devant l'IUT de Laval)
- Boulevard Félix Grat (au carrefour de l'allée du Parc)
- Boulevard Murat (devant la cité administrative)